# Sarmizegetusa (Hunedoara)
Sarmizegetusa è un comune della Romania di 1 324 abitanti, ubicato nel distretto di Hunedoara, nella regione storica della Transilvania.
Il comune è formato dall'unione di 5 villaggi: Breazova, Hobița-Grădiște, Păucinești, Sarmizegetusa, Zeicani.
Sul territorio del comune si trovano i resti di Ulpia Traiana Sarmizegetusa, il più importante centro politico e militare della Dacia in epoca Romana, che era sorto sul vecchio castrum romano a circa 50 km ad ovest dell'antica Sarmizegetusa Regia, capitale dei Daci, quest'ultima distrutta dai Romani di Traiano durante la conquista della Dacia nel 106.